# Jubal

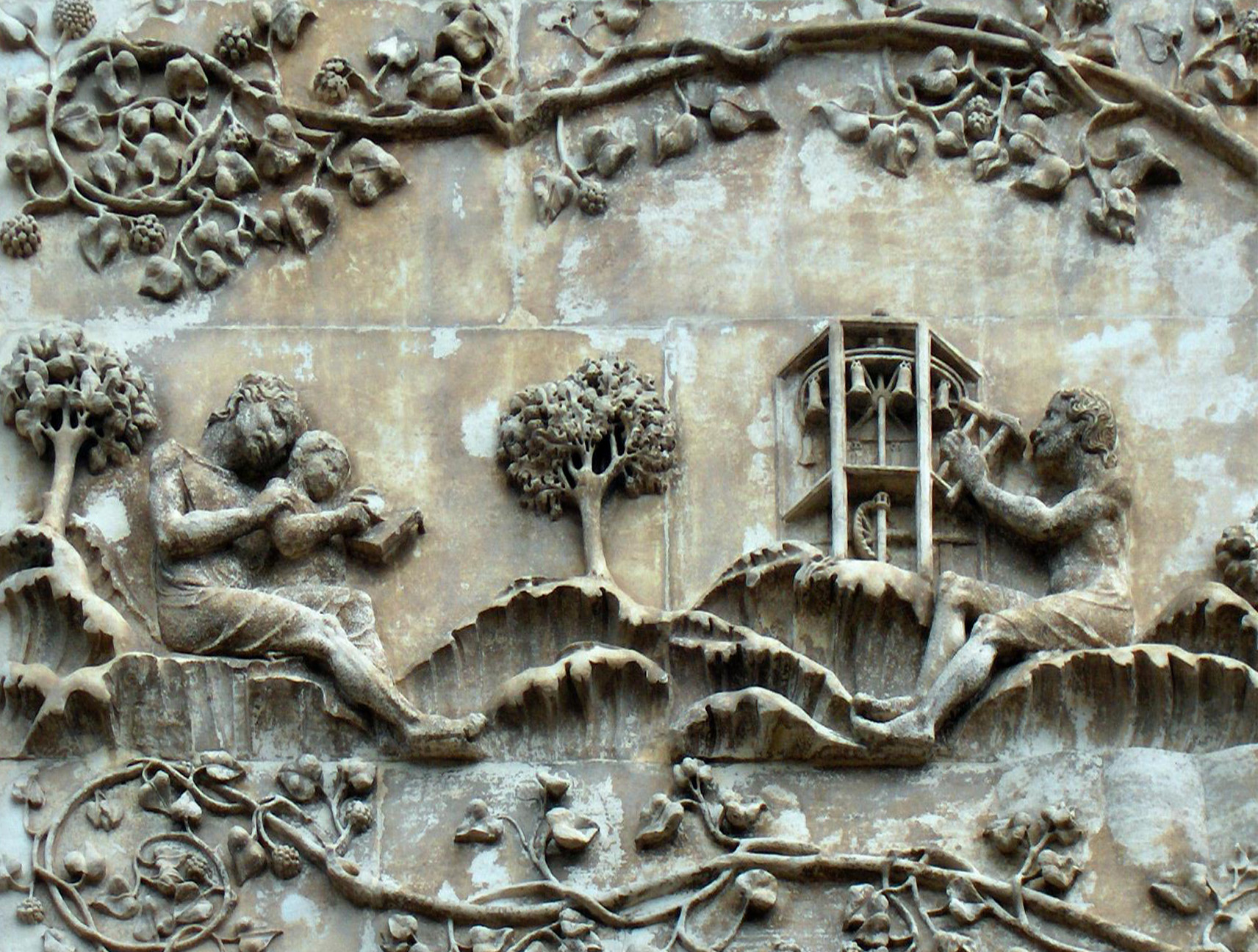
Wyobrażenie Jubala (Katedra w Orvieto)

Jubal (po hebrajsku, Juwal יוּבָל oznacza: potok, strumień lub dopływ) – według Biblii syn Lamecha i Ady, brat Jabala, potomek Kaina. Przodek wszystkich tych, którzy grali na lirze lub flecie (Rdz 4,20-21), jedyny muzyk wymieniany przed Potopem. Biblia uznaje go za wynalazcę muzyki.